# Doryodes leucorhabda
Doryodes leucorhabda là một loài bướm đêm trong họ Erebidae.